# Pitch shift
Cet article traite de l'effet audio. Pour le groupe de metal britannique, voir Pitchshifter

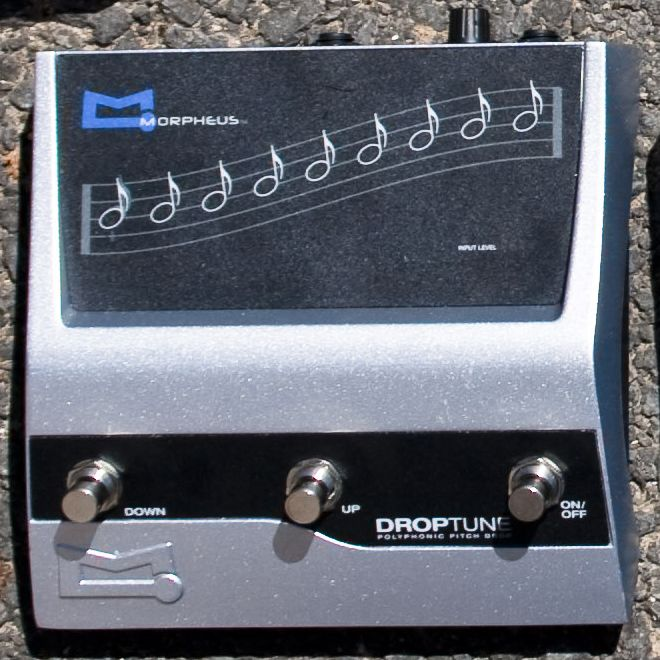
Une pédale Morpheus DropTune DT1, qui permet de transposer le signal de manière polyphonique (au dessus ou en dessous de la hauteur initiale).

Le pitch shift ou pitch shifting (« changement de hauteur », en anglais) est un effet audio ayant pour but de modifier la hauteur d'une ou plusieurs notes sans en modifier sa durée. L'appareil permettant cette transposition s'appelle un pitch shifter. C'est un effet numérique qui est incorporé dans des racks, des pédales d'effet ou des plug-ins audio.
Il peut être utilisé sur des instruments (en particulier la guitare électrique), mais également sur des voix ou tout type de son.

## Histoire

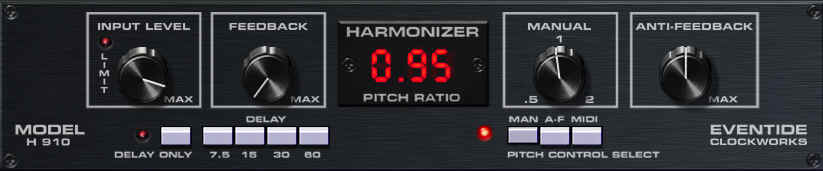
Eventide H910 Hamonizer, premier harmoniseur de l'histoire, créé en 1975.

Lorsqu'un signal audio est joué en accéléré, sa hauteur augmente, et lorsqu'il est joué plus lentement, sa hauteur diminue. Cet effet peut être reproduit sur les enregistrements à bande magnétique, en accélérant ou ralentissant la vitesse de lecture de la bande sur un magnétophone ; sur un lecteur de vinyles, on peut également accélérer ou ralentir la lecture, ce qui change la hauteur du son.
Les premiers brevets de mécanismes permettant d'enregistrer un son sur une bande magnétique et de le lire à une vitesse différente sont déposés dans les années 1920. 

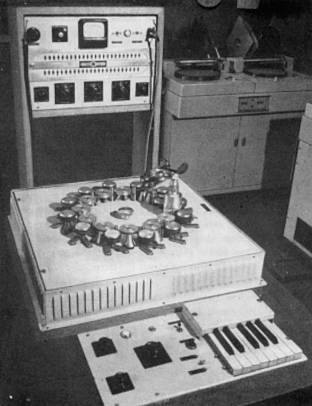
Le phonogène chromatique de Pierre Schaeffer permet de transposer un son lu par une bande magnétique sans modifier le tempo ; il est contrôlé par un clavier qui active différentes têtes de lectures réglées sur des vitesses prédéfinies.

Dans les années 1940 et 1950, certains compositeurs français (comme le groupe de recherche de musique concrète fondé par Pierre Schaeffer), britanniques (BBC Radiophonic Workshop) ou néerlandais (Dick Raaymakers) utilisent cet effet dans leurs compositions réalisées en manipulant des bandes magnétiques. On retrouve cet effet dans la bande originale du film Planète interdite (1956) composée par Louis et Bebe Barron.
En 1953, le Eltro information rate changer est le premier appareil capable de changer indépendamment la vitesse et la hauteur d'un son, à l'aide d'un magnétophone à bandes. Outre des applications musicales, cette machine est utilisée pour accélérer de la musique destinée à la publicité sur un court laps de temps. La compositrice américaine Wendy Carlos l'a utilisé[réf. nécessaire]. Le Eltro information rate changer a également été employé dans le film 2001, l'Odyssée de l'espace de Stanley Kubrick sorti en 1968, pour abaisser progressivement la voix de l'acteur Douglas Rain interprétant l'ordinateur CARL (HAL 9000), alors qu'il est désactivé.
En 1967, Pierre Schaeffer décrit l'effet que l'accélération ou le ralentissement d'une bande produit sur le son : « d'une évolution paresseuse l'accéléré permet de faire une rapide anecdote aiguë, aperçue d'un seul « coup d'oreille », tandis que le ralenti démêle, telle une loupe, des contenus trop serrés en les étalant dans un registre plus grave. Par ailleurs, en même temps que la forme dynamique se tend ou se détend et que la tessiture de l'objet se déplace vers le haut ou vers le bas, la saveur des timbres et les nuances des « couleurs » se modifient, passant sous des éclairages changeants, souvent insoupçonnés. »
Pierre Schaeffer fait fabriquer dans les années 1950 des appareils permettant de transposer plus finement le son sur une bande magnétique, comme le phonogène, lecteur de bande magnétique à vitesse variable contrôlé par un clavier. Par la suite, en 1963, Schaeffer et son équipe mettent au point le phonogène universel, qui fait varier la hauteur de la note sans changer la vitesse.
Les premiers échantillonneurs numériques apparaissent à la fin des années 1970 ; dans les années 1980, ils se répandent parmi les DJ et les producteurs de hip-hop. Ces appareils permettent de faire du time stretching et du pitch shifting de manière indépendante. Le premier harmoniseur est créé en 1975 par la marque américaine Eventide avec le H910. L'harmoniseur permet d'ajouter des harmonies en fonction d'une gamme prédéfinie.

## Caractéristiques

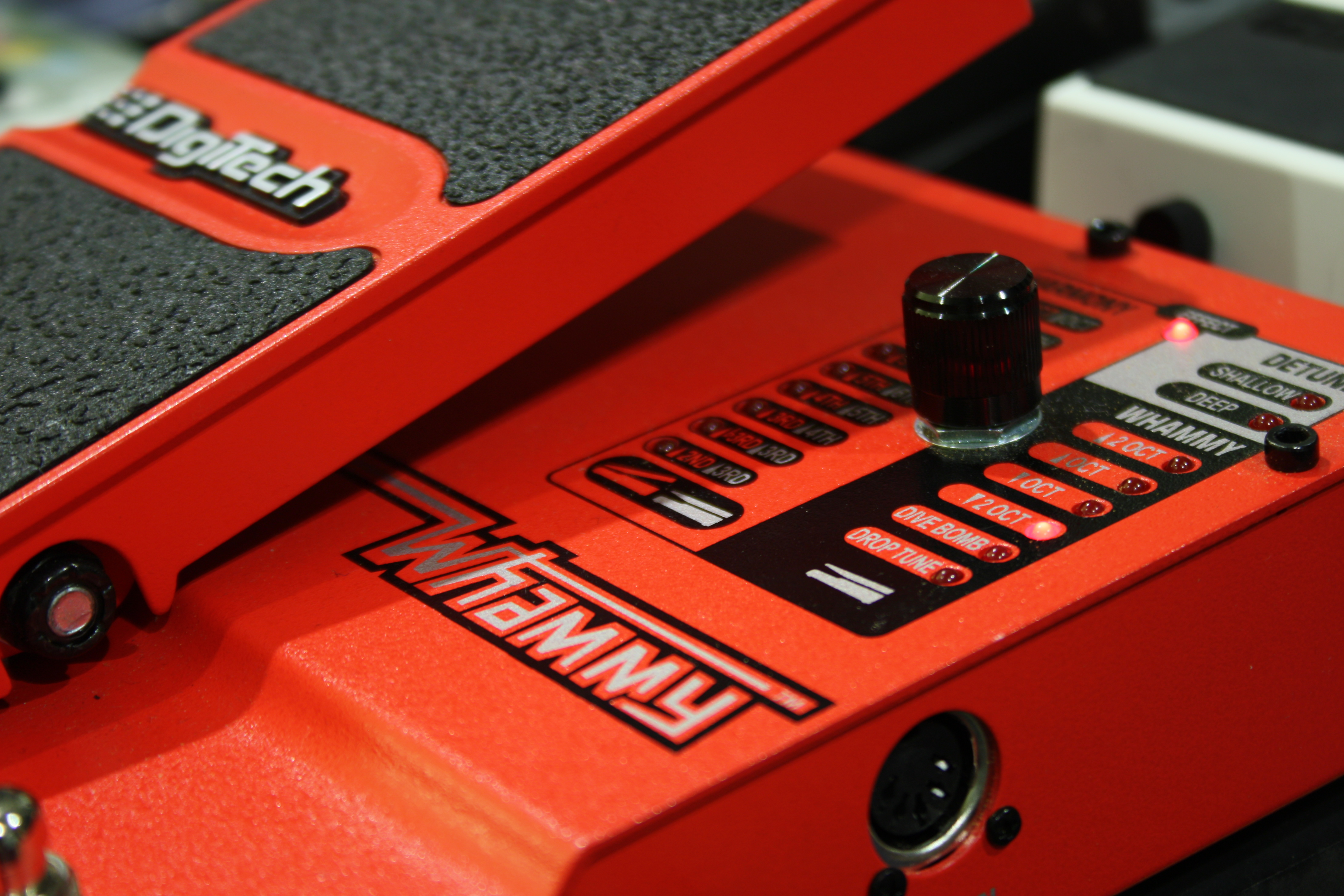
La Digitech Whammy est un pitch shifter avec une pédale d'expression, permettant de varier la hauteur de la note au pied. Le potentiomètre permet de choisir l'intervalle de transposition.

Le pitch shift est un effet audio qui permet de transposer une note jouée (dans le cas d'un pitch shifter monophonique) ou plusieurs notes (dans le cas d'un pitch shifter polyphonique) à la hauteur souhaitée sans en modifier la durée. Contrairement à l'octaver qui est un effet analogique, le pitch shift est un effet numérique. Il peut être réalisé par un logiciel (plugin audio), dans une pédale d'effet (comme la Whammy) ou intégré dans un rack d'effets. Le pitch shifter peut transposer plus haut ou plus bas que le signal d'origine.
L'inverse du pitch shifting est le time stretching, qui change la durée d'un son sans en modifier la hauteur. Il peut être utilisé en flux continu par le recours à un tampon audio, ce qui crée une latence.
Les principaux réglages sur un pitch shifter au format pédale sont l'intervalle de transposition (généralement exprimé en demi-tons), ainsi que la proportion de signal non traité (dry). Ainsi, un intervalle de +7 demi-tons transpose la note une quinte plus haut et +12 transpose à l'octave.

## Utilisations

### Harmoniseur

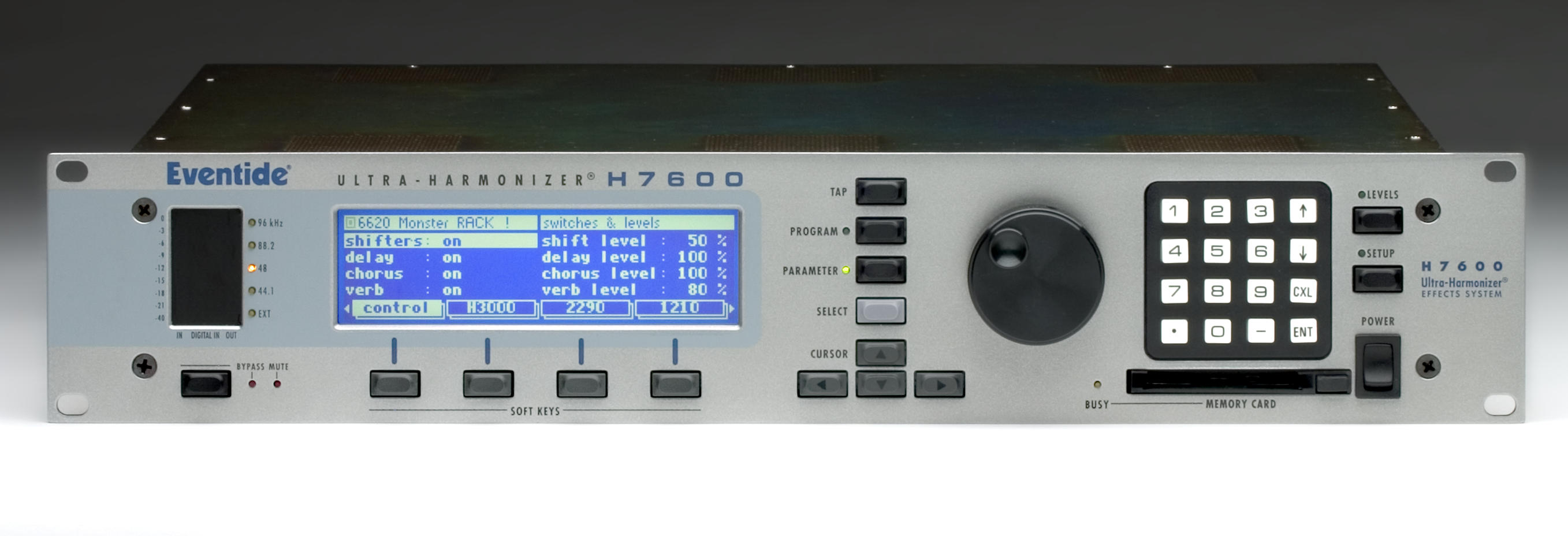
Harmoniseur sous la forme d'un rack d'effet par Eventide (H7600).

Un harmoniseur (en anglais : harmonizer) est un type de pitch shifter qui combine l'échantillon sonore modifié et l'échantillon sonore originel pour créer une harmonie à deux parties au minimum. La plupart des harmoniseurs produisent une transposition diatonique, permettant de créer un intervalle (par exemple une tierce) correspondant à une gamme précise ; ils sont dits « harmonizer intelligents ». Il est possible d'envoyer des informations MIDI via un clavier par exemple à un harmoniseur, afin de choisir précisément les notes produites par l'appareil.

### Detune

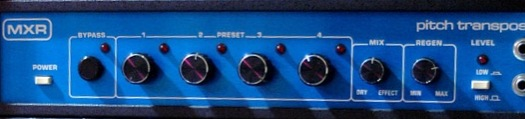
Rack d'effet MXR Pitch transposer permettant de transposer le son.

Un pitch shifting de quelques cents permet, en se superposant au signal d'origine, de créer un effet de doublage similaire au chorus sans pour autant nécessiter un LFO. Cet effet est dénommé detune (« désaccordage »). Il est possible de régler la différence de hauteur très précisément (en dessous ou au-dessus du signal original) et le son produit reste constant. Le detune préserve davantage la clarté du son par rapport au chorus classique. Cet effet a été d'abord créé par Eventide, avant d'être incorporé dans certaines pédales d'effet à partir des années 1990, comme la Whammy de Digitech. Le detune a notamment été utilisé par le guitariste Eddie Van Halen.

### Correction de la hauteur
Le pitch shift est également utilisé pour corriger la hauteur de la voix d'un chanteur ou d'une chanteuse. Le logiciel le plus connu dans le domaine est Auto-Tune, pouvant aussi être employé comme un effet à part entière dans les réglages les plus extrêmes. Créé fin 1996, Auto-Tune est popularisé en 1998 par Cher et son utilisation se répand très rapidement dans les studios d'enregistrement, au point de devenir la signature sonore de nombreux styles (en particulier le rap et le hip-hop) et est massivement utilisé dans la pop.